# Petrorossia shibanovae
Petrorossia shibanovae är en tvåvingeart som beskrevs av Zaitzev 1999. Petrorossia shibanovae ingår i släktet Petrorossia och familjen svävflugor.
Artens utbredningsområde är Israel. Inga underarter finns listade i Catalogue of Life.